# N-甲基乙胺
N-甲基乙胺（英語：N-methylethanamine，也称为甲乙胺）是一种有机化合物，化学式为C3H9N，它是一种不对称仲胺，常温常压下为碱性易燃液体。